# Menes của Pella

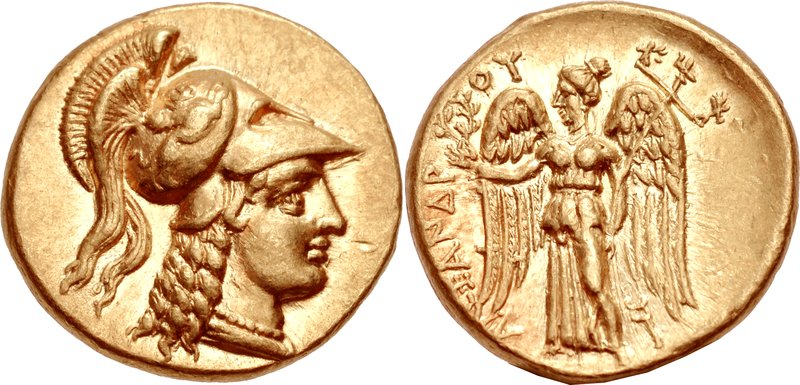
Tiền xu của Alexandros Đại đế (336-323 TCN) được đúc dưới thời Balakros hoặc Menes ở xưởng đúc tiền Tarsos vào khoảng năm 332/1-327 TCN.

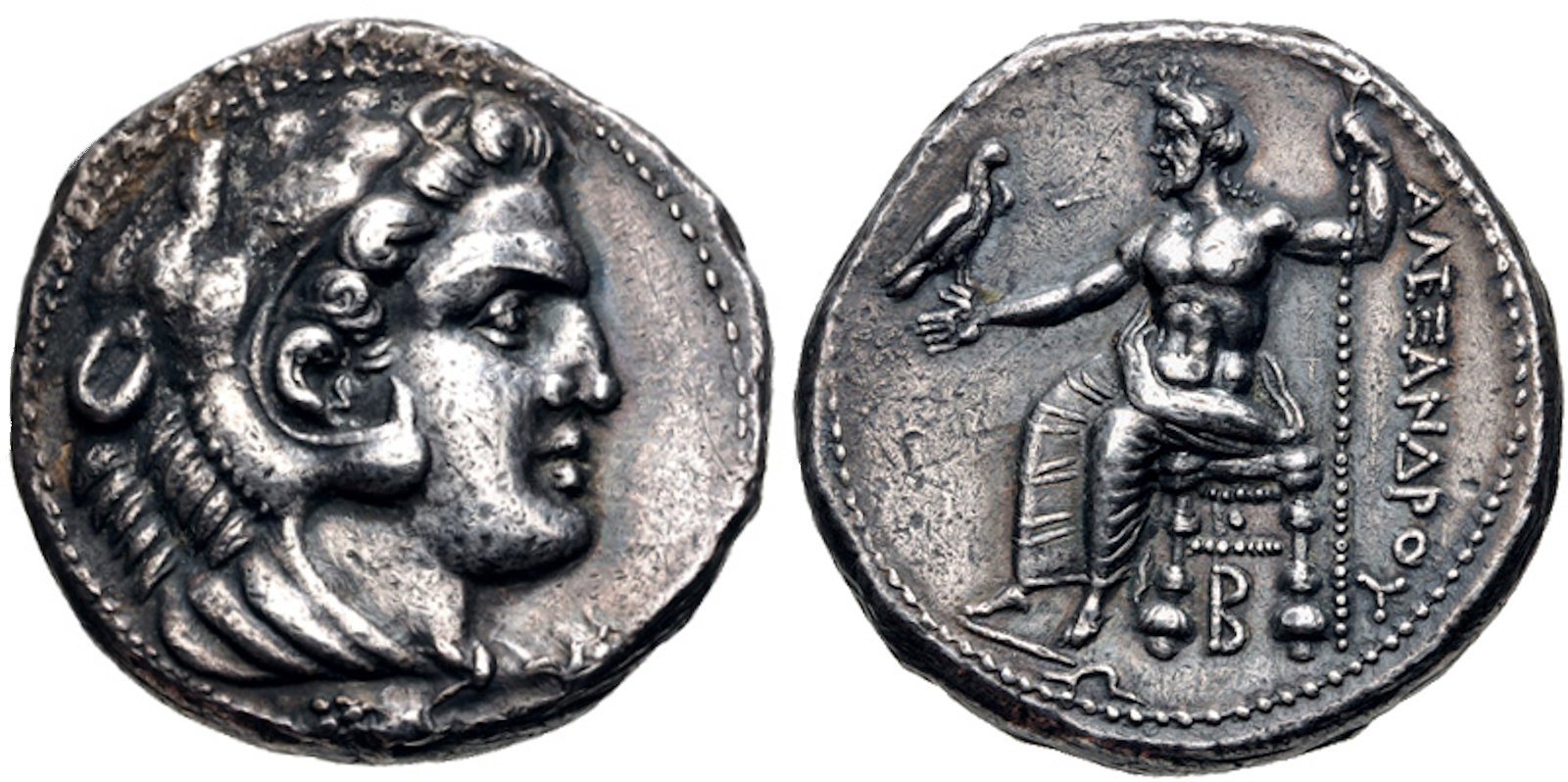
Tiền xu của Alexandros Đại đế (336-323 TCN) được đúc dưới thời Balakros hoặc Menes ở xưởng đúc tiền Tarsos vào khoảng năm 332/1-327 TCN.

Menes của Pella (tiếng Hy Lạp: Μένης) là một vị tướng của Alexandros Đại đế; Cha của ông là một người có tên là Dionysios. Sau trận Issus (333 TCN), ông được Alexandros đích thân lựa chọn làm thành viên của lực lượng somatophylakes thay thế cho Balakros vừa được thăng chức làm tổng trấn của Cilicia.
Năm 331 TCN, sau khi Alexandros chiếm được Susa, Menes đã được Alexandros trao nhiệm vụ cai quản Syria, Phoenicia, và Cilicia, đồng thời giao phó cho ông 3000 talent. Ông đã chuyển một phần trong số đó cho Antipatros để dành cho cuộc chiến chống lại người Lacedaemonia của ông ta. Ông đã là một Hyparch và ở vị trí này, ông có thể đã chịu trách nhiệm giám sát chính quyền sẵn có kéo dài tới tận Cilicia. Apollodoros của Amphipolis đã cùng đảm nhiệm vai trò này với ông. Ông đã phát hành các đồng tiền xu thường mang chữ cái đầu trong tên của mình là "M".
Người kế tục vai trò của ông hiện vẫn chưa được biết đến và chức vụ của ông có thể chỉ là tạm thời để nhằm quản lý các vùng đất ở phía tây đã bị chinh phạt trong khi Alexandros đang tiến hành chiến dịch ở phía đông.